# Sân vận động bóng đá quốc gia (Maldives)
Sân vận động bóng đá Galolhu (tiếng Dhivehi: ގަލޮޅު ފުޓްބޯޅަ ދަނޑު), còn được gọi là Sân vận động Galolhu Rasmee Dhandu, là một sân vận động đa năng ở Malé, Maldives. Sân được sử dụng chủ yếu cho các trận đấu bóng đá. Sân đã tổ chức các trận đấu của Giải bóng đá ngoại hạng Maldives, Cúp FA Maldives và các trận đấu quốc tế. Sân vận động có sức chứa 11.850 khán giả. Sân vận động này đã được cải tạo cho Cúp Challenge AFC 2014, bao gồm nâng cấp cơ sở vật chất, trong đó có hộp phương tiện và được đổi tên thành Sân vận động bóng đá quốc gia.

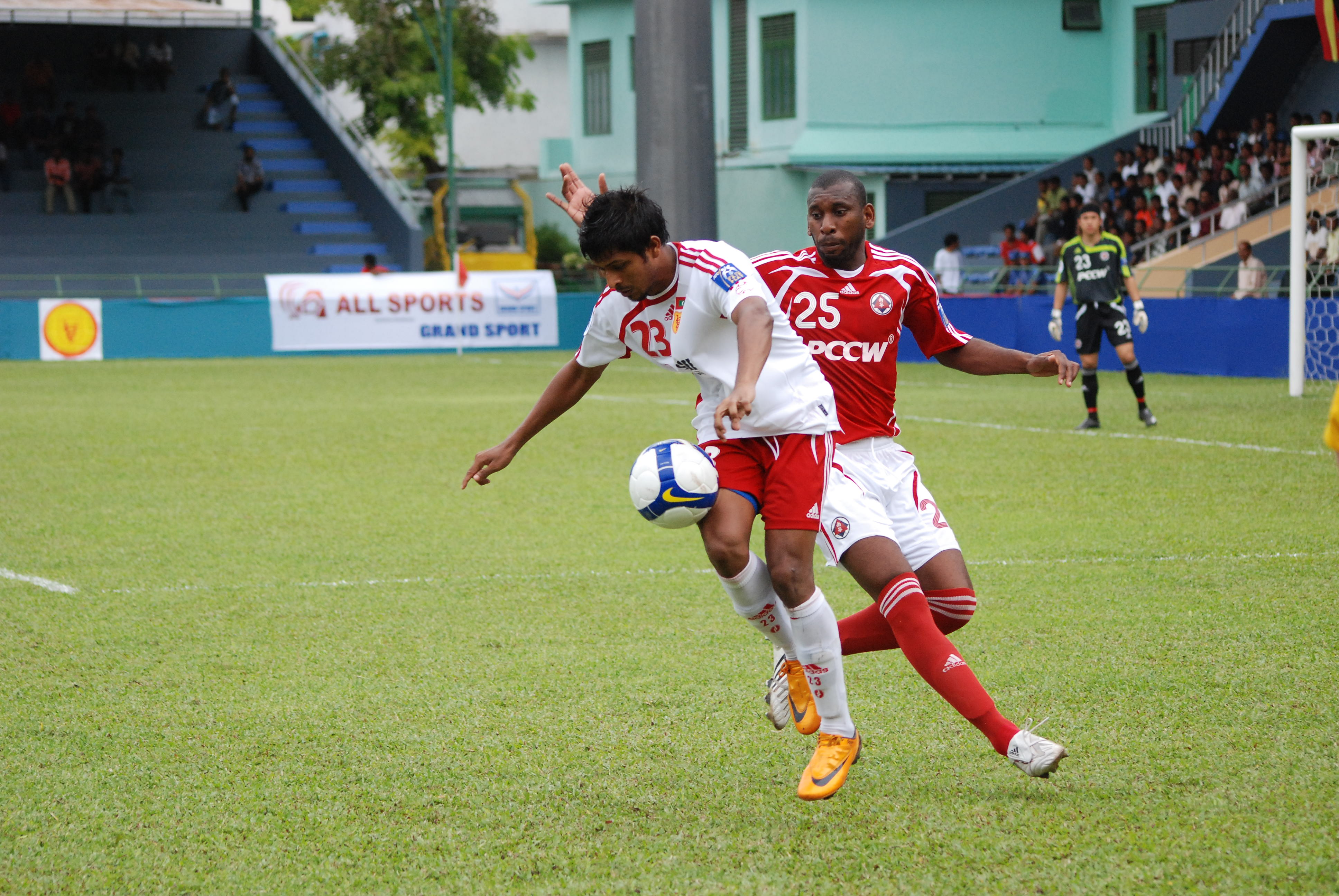
Cầu thủ Victory SC (áo trắng) trong trận đấu với Nam Hoa AA tại Cúp AFC 2008 được tổ chức tại Sân vận động Quốc gia Maldives